# Flaga Ostrawy
Flaga Ostrawy opracowana została na wizerunku herbu Ostrawy i również posiada wizerunek białego konia na niebieskim tle.